# Émile Baas
Pour les articles homonymes, voir Baas (homonymie).
Émile Baas, né à Guebwiller le 4 mars 1906 et mort à Strasbourg le 4 juin 1984 , est un enseignant de philosophie et essayiste français.

## Biographie
Emile Baas est le fils d'Auguste Baas, contremaître, et de Louise Judel. Le 10 avril 1939, il épouse Madeleine Doubinger.
De 1924 à 1929, il est étudiant en philosophie à la Faculté des Lettres de Strasbourg. Parallèlement, pour financer ses études, il est répétiteur au collège de Wissembourg puis de Sélestat. En 1928, il obtient une licence de philosophie. En 1929, il est professeur de philosophie à Sélestat. En 1937, il prépare à Paris l'agrégation de philosophie qu'il obtient en 1937. À la rentrée scolaire de cette même année, il est professeur agrégé de philosophie au lycée de Thionville. Pour la rentrée 1938, il est muté au lycée Kléber à Strasbourg.

### Son action au sein de la Paroisse universitaire de Strasbourg
Il est responsable de la « Paroisse universitaire de Strasbourg, » une association d'enseignants catholiques de l'école publique. Cette association, défend les valeurs de laïcité et de fidélité à la patrie. Tout au long de l'année, les membres se réunissent pour débattre. À la fin des vacances d'été, Emile Baas organise au Mont Sainte-Odile, des « Carrefours » d'une semaine pendant laquelle les sujets évoqués pendant l'année sont repris et complétés par des conférences.

### Réfugié à Rodez
En 1939, il est mobilisé et fait son peloton d'élève officier de réserve (EOR) à Fontenay-le-Comte. Il est affecté, comme aspirant, au 223e régiment d'infanterie à Epinal où il combat et est fait prisonnier. Il est libéré, en juillet 1940, en tant qu'Alsacien « de souche allemande ».
À sa libération, il décide de rester en Alsace annexée mais à la rentrée scolaire 1940, il refuse de prêter le serment de fidélité au Führer exigé dans la fonction publique en Alsace germanisée et nazifiée. Il est alors obligé de quitter l'Alsace. Il obtient un poste au lycée Ferdinand-Foch de Rodez où il déménage avec sa famille.
À Rodez, il s'investit dans la vie associative. Très sensible au sort des réfugiés alsaciens et mosellans, il travaille avec Pierre Stahl, responsable du bureau des jeunes réfugiés dépendant du Secrétariat général de la jeunesse (SCG) de Vichy.

### La création des «Carrefours des Tilleuls»
Dans le cadre des «  paroisses universitaires » , il recrée les « Carrefours ». Ceux-ci ont lieu de 1941 à 1943 à la « Maison des tilleuls » à Montréjeau : ils prennent alors le nom de « Carrefours des Tilleuls ». En été, pendant une semaine, des enseignants, des élèves mais aussi des intellectuels alsaciens se retrouvent pour débattre. De nombreux membres du Groupe mobiles d'Alsace Sud (GMA Sud) puis de la Brigade indépendante Alsace Lorraine (BIAL) y viennent comme Antoine Ancel-Diener, Adelphe Peltre ou Bernard Metz l'organisateur du GMA Sud et le la BIAL. Pierre Stahl participe aux sessions de 1941 et 1942.
Les « Carrefours des Tilleuls » sont des lieux d'échanges pour les jeunes réfugiés alsaciens et lorrains. Ils apprennent la situation de leurs régions, ce qu'est l'idéologie nazie et pourquoi il faut la combattre. Emile Baas est l'intervenant principal. Après la guerre Bernard Metz, dans son rapport d'activité de résistant, fait référence au rôle qu'Emile Baas a joué dans la formation intellectuelle et la motivation des résistants alsaciens-mosellans.
Emile Baas édite et diffuse les travaux des "Carrefours des Tilleuls" en 1941 et 1942 sous forme de fascicules. Mais pas de celui de 1943, il se sent menacé et change d'identité pour devenir Jean Maurois.
En 1943, il cache, à l'abbaye Notre-Dame-des-Neiges, Robert Schuman, député de la Moselle, évadé d'Allemagne et recherché par la Gestapo. Il tente de s'engager dans la Brigade Indépendante d'Alsace-Lorraine (BIAL) au sein de l'unité de Diener-Ancel mais ce dernier pense qu'il sera plus utile au redressement de l'Alsace à sa libération.
D'octobre à décembre 1943, il participe activement à la rédaction des  numéros 20 à 23 des « Cahiers du Témoignage chrétien : Alsace Lorraine, Terres françaises ». Il est un des créateurs et éditorialistes du journal catholique « Le Rouergat » dont le premier numéro parait le 8 octobre 1944 et qui insiste sur le devoir de résistance.

### Retour en Alsace
Le 30 novembre 1944, Emile Baas est chargé de mission au Rectorat de Strasbourg. Il travaille avec Paul Imbs sur les dispositions à prendre pour la réintroduction de l'enseignement français en Alsace. À la fin décembre, il remet au recteur et au ministère son rapport sur les principes de réorganisation de l'enseignement secondaire dans l'Académie de Strasbourg.
Emile Baas rentre à Strasbourg le 17 décembre 1944 où, en plus de sa mission, il fait fonction de proviseur du lycée Kléber.
En décembre 1945, il publie « Situation de l'Alsace ». Il reprend ses fonctions d'animateur à la Paroisse universitaire d'Alsace et de Moselle.
Le 20 janvier 1945, il participe à la création de l'association « Jeune Alsace » qui a pour buts :  la création d'un service d'entraide, l'aide au jeunes pour leurs  besoins immédiats et la réadaptation des jeunes Alsaciens au style de vie français.                                                         

## Œuvres
- Réflexions sur le régionalisme, les Éditions Scouts de France, La Hutte, Lyon, 1945, 96 p.
- Introduction critique au marxisme : perspectives marxistes, perspectives chrétiennes, Alsatia, Colmar, 1953 (réédition, entièrement remaniée, de l'opuscule : L'Humanisme marxiste, du même auteur, 1947), 158 p.
- Situation de l'Alsace, Alsatia, Colmar, 1973 (texte de 1945 augmenté d'une postface par l'auteur), 208 p.

## Hommages
Une rue de Strasbourg, dans le quartier du Neuhof, porte son nom,.